# Адамовице (Малопольское воеводство)
Адамови́це (пол. Adamowice) — село в Польше в сельской гмине Голча Мехувского повета Малопольского воеводства.
Село располагается в 8 км от административного центра гмины села Голча, в 14 км от административного центра повета города Мехув и в 26 км от административного центра воеводства города Краков.
В 1975—1998 годах село входило в состав Краковского воеводства.